# Petrovac (Pirot)
Pour les articles homonymes, voir Petrovac.
Petrovac (en serbe cyrillique : Петровац) est un village de Serbie situé dans la municipalité de Pirot, district de Pirot. Au recensement de 2011, il comptait 281 habitants.

## Démographie
| 1948  | 1953  | 1961 | 1971 | 1981 | 1991 | 2002 | 2011 |
| ----- | ----- | ---- | ---- | ---- | ---- | ---- | ---- |
| 1 105 | 1 028 | 919  | 754  | 610  | 487  | 389  | 281  |

|  |